# 坚韧猪笼草
坚韧猪笼草（学名：Nepenthes tenax）是澳大利亚昆士兰州北部特有的热带食虫植物。坚韧猪笼草与其他两种存在于澳大利亚的猪笼草物种存在着密切的近缘关系：奇异猪笼草（N. mirabilis）和罗恩猪笼草（N. rowanae）。
坚韧猪笼草最高可达100厘米，捕虫笼最大可高达15厘米。茎极少攀附。在原生地中，其与奇异猪笼草和罗恩猪笼草同域分布。已发现了关于坚韧猪笼草的自然杂交种。

## 扩展阅读
- Photograph of 原生地中坚韧猪笼草的照片
- 食虫植物照片搜寻引擎中 坚韧猪笼草的照片（页面存档备份，存于）

 维基共享资源上的相關多媒體資源：坚韧猪笼草
 維基物種上的相關：坚韧猪笼草